# Magdalena Ujma (historyczka)
Magdalena Ujma (ur. 1959 w Opolu) – polska historyczka, politolożka specjalizująca się w historii Polski epoki nowożytnej, historii Polski XVI–XVII wieku; nauczyciel akademicki, związana z Uniwersytetem Opolskim.

## Życiorys
Urodziła się w 1959 w Opolu, z którym związała swoją przyszłość rodzinną i zawodową. Po ukończeniu szkoły średniej i zdanym egzaminie maturalnym rozpoczęła studia historyczne w Wyższej Szkole Pedagogicznej im. Powstańców Śląskich w Opolu. W 1984 obroniła pracę magisterską poświęconą konfliktowi Akademii Krakowskiej i Zakonu Jezuitów w drugiej połowie XVI i w pierwszej połowie XVII wieku. W 1987 roku została zatrudniona w Instytucie Historii WSP w Opolu jako asystent.
W 1994 Rada Wydziału Filologiczno-Historycznego Uniwersytetu Opolskiego nadała jej stopień naukowy doktora nauk humanistycznych w zakresie historii na podstawie pracy pt. Sejmik lubelski w latach 1572–1696, napisanej pod kierunkiem prof. Anny Filipczak-Kocur. Po doktoracie pracowała jako adiunkt w Katedrze Historii Nowożytnej Instytutu Historii UO, za temat swoich badań przyjmując organizacyjne i gospodarcze funkcjonowanie dóbr Jana III Sobieskiego. W 2005 otrzymała stopień naukowy doktora habilitowanego nauk humanistycznych w zakresie historii o specjalności historia nowożytna Polski. Obecnie jest profesorem nadzwyczajnym w Zakładzie Historii Nowożytnej w Instytucie Historii UO.

## Dorobek naukowy
Magdalena Ujma jest autorką kilku artykułów charakteryzujących środowisko kulturowe dóbr rodziny Sobieskich. Na pograniczu problematyki gospodarczej i politycznej pozostają jej badania nad klientelą Jana Sobieskiego i jego rodziny. Analizuje również historyczną prasę francuską, dzięki czemu możliwa stała się charakterystyka wybranych problemów polityki wewnętrznej i zagranicznej Rzeczypospolitej w XVII–XVIII wieku, widzianych oczami Francuzów. Do jej najważniejszych publikacji naukowych należą m.in.:
- Sejmik lubelski w latach 1572–1696, Warszawa 2003.
- Latyfundium Jana Sobieskiego 1652–1696, Opole 2005.
- Habsburgowie. Biografie, herby, drzewa genealogiczne, Warszawa 2011.